# Brixia (ginnastica)
La Società Sportiva Dilettantistica Ginnastica Brixia, o Brixia, è una società sportiva italiana di ginnastica, di Brescia. Attualmente compete nei campionati di ginnastica artistica femminile e ginnastica ritmica; la squadra di ginnastica artistica è da anni in Serie A1, ed ha vinto 21 scudetti, di cui otto consecutivamente tra il 2003 ed il 2010, e nuovamente 10 tra 2014 e 2023.
È stata fondata nell'estate del 1984 da Enrico Casella, Daniela Leporati e Paola Rietti.

## Storia
Enrico Casella, Daniela Leporati e Paola Rietti hanno fondato la Brixia nel 1984, dopo aver abbandonato la società in cui erano cresciuti e avevano iniziato la carriera di allenatori, la Forza e Costanza; l'intento era quello di portare ai massimi livelli alcune atlete di ginnastica artistica femminile, per ottenere risultati di punta in competizioni nazionali ed internazionali.
La Brixia ha creato in seguito alcune sezioni distaccate e vivai anche oltre i confini della provincia di Brescia, cercando di creare rapporti tra realtà in crescita: con questo spirito è avvenuto il gemellaggio con la Polisportiva Carnini di Fino Mornasco

### Il progetto S.I.B.
Nel 1990 la società ha lanciato un progetto educativo per le sue atlete, chiamato "Progetto S.I.B." (Sviluppo Integrale Brixia), per permettere alle ginnaste di riuscire a svolgere due sedute di allenamento al giorno, pur mantenendo un'educazione scolastica, di tipo privato. L'innovazione portata da Casella è stata la concezione che la preparazione ginnica si potesse migliorare «solo riservando più tempo agli allenamenti, sacrificando un po' la scuola, ma solo eliminando o dedicando meno tempo alle materie meno influenti per la formazione scolastica».
Le prime lezioni erano svolte dagli stessi Casella (ingegnere nucleare), che insegnava matematica e scienze, dalla moglie Leporati, architetto, che insegnava le materie artistiche e tecniche e scienze, ed addirittura ha dato lezioni anche la madre stessa di Casella, insegnante di lettere. Il tutto si svolgeva in due stanze di casa Casella.

### Le atlete

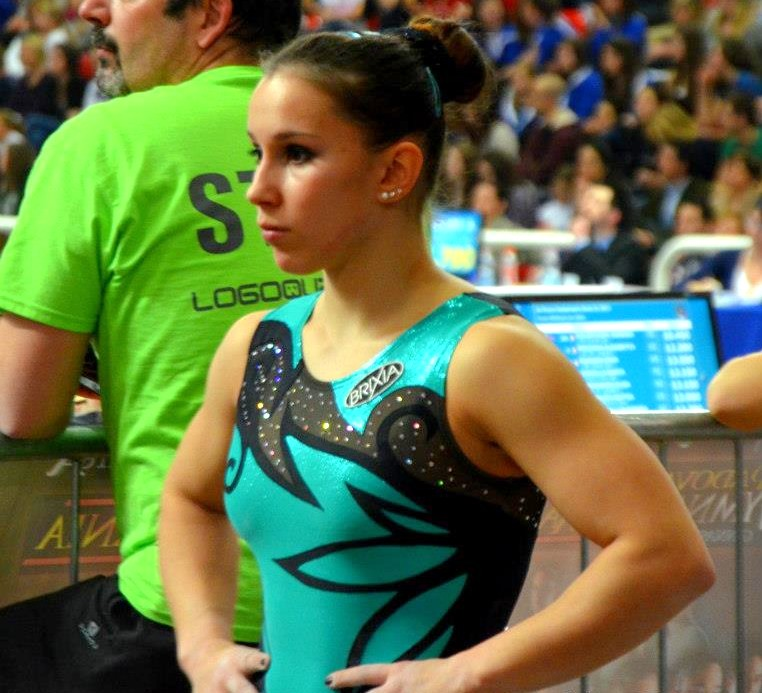
Erika Fasana alla gara di Ancona di Serie A1 2013.

Numerose ginnaste allenate alla Brixia sono diventate parte della Nazionale e vantano numerose partecipazioni a Campionati Mondiali e Olimpiadi:
• Vanessa Ferrari, l'atleta di più grande successo nella storia della ginnastica italiana, si è formata nella Brixia: vincitrice di titoli Mondiali ed Europei, ha partecipato alle Olimpiadi di Pechino, alle Olimpiadi di Londra alle Olimpiadi di Rio e alle Olimpiadi di Tokyo. In quest'ultima edizione dei Giochi olimpici diventa vicecampionessa olimpica al corpo libero, vincendo la prima medaglia olimpica individuale nella storia della ginnastica italiana. 
• Francesca Morotti ha partecipato alle Olimpiadi di Atlanta
• Monica Bergamelli ha partecipato a tre edizioni olimpiche: le olimpiadi di Sydney, affiancata dalla compagna di squadra Irene Castelli, poi come unica atleta della Brixia alle Olimpiadi di Atene, infine con Vanessa Ferrari a quelle di Pechino.
• Erika Fasana ha partecipato a due edizioni dei Giochi Olimpici (Londra 2012 e Rio 2016) e 2 edizioni dei Campionati del mondo (2014 e 2015); in entrambi i mondiali è riuscita a qualificarsi per la finale al corpo libero, traguardo raggiunto anche alle Olimpiadi di Rio, dove ha concluso la gara al settimo posto.
È inoltre l'unica ginnasta italiana ad essere salita sul podio all'American Cup (nel 2015).
• Nel 2019, ai Mondiali di Stoccarda, la nazionale italiana vince la medaglia di bronzo nella gara a squadre, salendo su un podio mondiale per la prima volta dal 1950: 5 delle 6 ginnaste che compongono la squadra fanno parte della Brixia (Asia e Alice d'Amato, Villa, Maggio e Iorio).
Dalla sezione di ginnastica ritmica, con l'arrivo nel 1997 di Maura Rota  si sono aggiunti altri successi:La squadra è salita velocemente alla seri A e individualmente l'atleta Paola Bianchetti ha partecipato ai Campionati mondiali di ginnastica ritmica 2005 di Baku; Matilde Spinelli ha conquistato due medaglie d'argento ed una di bronzo ai campionati europei di squadra di Mosca 2006. 

## Rosa attuale
Le ginnaste che hanno gareggiato nel campionato di Serie A1 nella stagione 2024 sono:
| Ginnasta               | Luogo e data di nascita            |
| ---------------------- | ---------------------------------- |
| Vanessa Ferrari*       | Orzinuovi, 10 novembre 1990        |
| Martina Maggio         | Villasanta, 26 luglio 2001         |
| Alice d'Amato          | Genova, 7 febbraio 2003            |
| Asia d'Amato           | Genova, 7 febbraio 2003            |
| Giorgia Villa          | Ponte San Pietro, 23 febbraio 2003 |
| Elisa Iorio            | Modena, 21 marzo 2003              |
| Veronica Mandriota     | Monopoli, 28 febbraio 2005         |
| Angela Andreoli        | Brescia, 6 giugno 2006             |
| Camilla Ferrari**      | Iseo, 19 febbraio 2008             |
| Caterina Maria Salerno | 2011                               |
| Michelle Tapia         | 2011                               |

* Non ha gareggiato
** In prestito presso l'Acrobatic Fitness

## Sede e palestre
Inizialmente gli allenamenti avvenivano in una piscina riadattata a palestra, che offriva spazi insufficienti (la pedana per il corpo libero era di
10×10 m invece dei 12×12 regolamentari, mentre la rincorsa per il volteggio era di 15 m invece di 25).
Attualmente, dopo la realizzazione del “PalAlgeco” e di “Casa IVECO”, la Brixia si allena nelle migliori strutture esistenti in Italia per la ginnastica di altissimo livello.

### Il PalAlgeco
Nel 2006, in seguito ai successi sempre maggiori, e in vista delle Olimpiadi del 2008, è stata espressa la necessità di Vanessa Ferrari di allenarsi in una struttura di alto livello. La ditta scozzese Algeco, produttrice di strutture prefabbricate, ha risposto all'appello, proponendo una struttura realizzata in quattro mesi, che ha preso il nome di "PalAlgeco".

## Titoli nazionali
La Brixia è stata la prima società italiana a raggiungere il traguardo di 10 scudetti. Nel 2015 ha conquistato il maggior numero di titoli nazionali (13), superando la GAL Lissone. Nel 2023 vince il suo 21º scudetto, il decimo consecutivo.
| Categoria | anno | Ginnaste |
| --------- | ---- | --- |
| Serie A1  | 1998 | |
| Serie A1  | 1999 | |
| Serie A1  | 2000 | |
| Serie A1  | 2003 | |
| Serie A1  | 2004 | |
| Serie A1  | 2005 | |
| Serie A1  | 2006 | |
| Serie A1  | 2007 | |
| Serie A1  | 2008 | |
| Serie A1  | 2009 | |
| Serie A1  | 2010 | |
| Serie A1  | 2014 | Erika Fasana, Martina Rizzelli, Sofia Busato, Pilar Rubagotti, Francesca Deagostini, Vanessa Ferrari, Serena Bugani, Chiara Imeraj, Marta Melito, Francesca Noemi Linari |
| Serie A1  | 2015 | Erika Fasana, Martina Rizzelli, Sofia Busato, Pilar Rubagotti, Vanessa Ferrari, Chiara Imeraj, Francesca Noemi Linari, Giorgia Villa, Lavinia Marongiu                   |
| Serie A1  | 2016 | Erika Fasana, Martina Rizzelli, Sofia Busato, Vanessa Ferrari, Francesca Noemi Linari, Giorgia Villa, Lavinia Marongiu                                                   |
| Serie A1  | 2017 | Erika Fasana, Martina Rizzelli, Sofia Busato, Vanessa Ferrari, Francesca Noemi Linari, Giorgia Villa, Martina Maggio, Alice D'Amato, Asia D'Amato, Simona Marinelli      |
| Serie A1  | 2018 | Sofia Busato, Francesca Noemi Linari, Giorgia Villa, Alice D'Amato, Asia D'Amato, Elisa Iorio, Angela Andreoli                                                           |
| Serie A1  | 2019 | Martina Maggio, Giorgia Villa, Elisa Iorio, Alice D'Amato, Asia D'Amato, Angela Andreoli, Veronica Mandriota                                                             |
| Serie A1  | 2020 | Martina Maggio, Giorgia Villa, Asia D'Amato, Alice D'Amato, Giorgia Leone, Angela Andreoli, Veronica Mandriota                                                           |
| Serie A1  | 2021 | Martina Maggio, Giorgia Villa, Asia D'Amato, Alice D'Amato, Giorgia Leone, Angela Andreoli, Veronica Mandriota, Vanessa Ferrari, Elisa Iorio                             |
| Serie A1  | 2022 | Martina Maggio, Giorgia Villa, Asia D'Amato, Alice D'Amato, Angela Andreoli, Veronica Mandriota, Vanessa Ferrari, Elisa Iorio, Caterina Salerno                          |
| Serie A1  | 2023 | Martina Maggio, Giorgia Villa, Asia D'Amato, Alice D'Amato, Angela Andreoli, Veronica Mandriota, Vanessa Ferrari, Elisa Iorio, Caterina Salerno                          |